# Daphne, Alabama
Daphne är en stad i den amerikanska delstaten Alabama med en yta av 36,5 km² och en befolkning, som uppgår till cirka 17 000 invånare (2000). Cirka 12 procent av befolkningen är afroamerikaner.
Staden är belägen i den sydvästligaste delen av delstaten vid Mobile Bay cirka 40 km väster om gränsen till delstaten Florida och cirka 260 km sydväst om huvudstaden Montgomery.